# Springfield (Illinois)
Springfield is de hoofdstad van Illinois, een staat in de Verenigde Staten van Amerika, en de hoofdplaats van Sangamon County. Tijdens de census van 2000 had de stad naar schatting 111.454 en de agglomeratie 201.437 inwoners.
De stad werd gesticht in 1819 en werd de hoofdstad van Illinois in 1837. Verschillende plekken in de stad herinneren aan Abraham Lincoln die in 1832 zijn politieke carrière in Springfield begon, waaronder het in 2004-2005 geopende Abraham Lincoln Presidential Library and Museum. De historische Route 66 loopt door de stad.

## Demografie
Van de bevolking is 14,4 % ouder dan 65 jaar en bestaat voor 36,1 % uit eenpersoonshuishoudens. De werkloosheid bedraagt 4,2 % (cijfers volkstelling 2000).
Ongeveer 1,2 % van de bevolking van Springfield bestaat uit hispanics en latino's, 15,3 % is van Afrikaanse oorsprong en 1,5 % van Aziatische oorsprong.
Het aantal inwoners steeg van 107.265 in 1990 naar 111.454 in 2000.

## Klimaat
Springfield heeft een landklimaat. In januari is de gemiddelde temperatuur -4,3 °C, in juli is dat 24,7 °C. Jaarlijks valt er gemiddeld 895,4 mm neerslag (gegevens op basis van de meetperiode 1961-1990).

## Plaatsen in de nabije omgeving
De onderstaande figuur toont nabijgelegen plaatsen in een straal van 8 km rond Springfield.

## Bekende inwoners van Springfield

### Geboren
- Marjorie Merriweather Post (1887-1973), zakenvrouw, filantrope en socialite
- Seth Barnes Nicholson (1891-1963), astronoom
- Barrett Deems (1914-1998), jazzdrummer en bandleider
- June Christy (1925-1990), jazzzangeres
- Robert B. Parker (1932-2010), detectiveschrijver
- Dick Boushka (1934-2019), basketbalspeler
- Marty Evans (1947), militair bij de marine en bestuurder
- Phil Perry (1952), jazz-, soul- en r&b-zanger, songwriter, producent, arrangeur en muzikant
- Steve Christoff (1954), ijshockeyspeler
- Will Simpson (1959), ruiter
- Donnie Beechler (1961), autocoureur
- Andre Iguodala (1984), basketbalspeler
- Cecily Strong (1984), actrice en komiek
- Ryan Held (1995), zwemmer